# Atelopus podocarpus
Atelopus podocarpus es una especie de anfibio anuro de la familia Bufonidae.

## Distribución geográfica
Esta especie habita en páramos y subpáramos:
- en el Perú en la región de Piura en la cordillera de Huancabamba;
- en Ecuador en las provincias de Loja y Zamora-Chinchipe en el sur de la Cordillera Oriental.[2]

## Etimología
Esta especie lleva su nombre en referencia al lugar de su descubrimiento, el Parque nacional Podocarpus.

## Publicación original
- Coloma, Duellman, Almendáriz, Ron, Terán-Valdez, Guaysamin, 2010 : Five new (extinct?) species of Atelopus (Anura: Bufonidae) from Andean Colombia, Ecuador, and Peru. Zootaxa, n.º 2574, p. 1–54.[3]